# 西武市場駅
西武市場駅（せいぶしじょうえき）は、かつて東京都練馬区旭丘一丁目に存在した西武鉄道池袋線の貨物駅（廃駅）である。東長崎 - 江古田間に存在した。

## 概要
位置は現在の練馬総合病院がある場所の北側に当たるところにあった。
開業当初は長江駅（ながええき）と称した。通常の貨物駅ではなく、東京都が多摩地域で肥料として処理してもらう目的で輸送を委託した、都内の糞尿を積み込むための専用駅として開業したものである。専用のタンクに入れられ、専用の貨車に樋で注ぎ込まれて運び出された糞尿は、清瀬駅・狭山ヶ丘駅・高麗駅に運ばれていた。
戦後、糞尿輸送が中止されると「西武市場」と改名して一般貨物も取り扱うようになったが、本来の目的を喪失したために振るわず1963年に廃駅となった。

## 歴史
- 1945年（昭和20年）
  - 4月1日 - 武蔵野鉄道により長江駅として開業[1]。東京都の要請による糞尿輸送の積込駅に指定され、側線と積込所を設置し、糞尿輸送専門の貨物営業を開始。
  - 9月22日 - 武蔵野鉄道が西武鉄道（初代）を併合し西武農業鉄道が発足。同社の駅となる[1]。
- 1946年（昭和21年）11月15日 - 西武農業鉄道が西武鉄道（2代）に改称。同社の駅となる[1]。
- 1953年（昭和28年）
  - 3月10日 - 西武市場駅と改称[1]。
  - 3月31日 - 糞尿輸送停止により一般貨物取扱を開始。
- 1963年（昭和38年）9月1日 - 廃駅[1]。

## 駅構造
下り本線から池袋方面に分岐する側線が南側にあるだけの簡素な貨物駅であった。

## 廃止後の状況

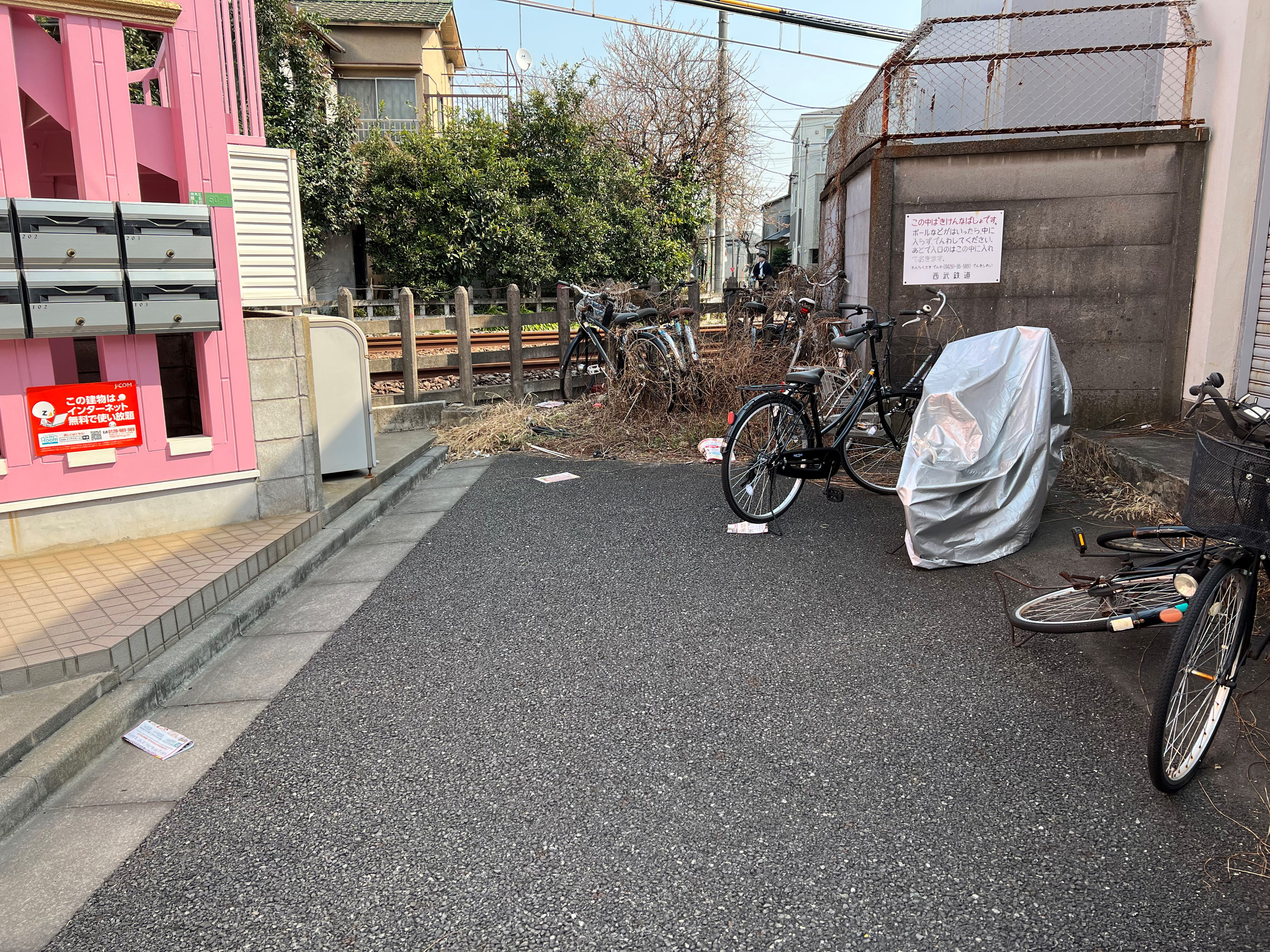
突き当りの舗装されていない部分が駅跡地。右手が長崎変電所。

駅跡には日本通運の江古田流通センターが線路際まで建っており、その敷地に併呑されて全く遺構は存在しない。敷地の西側、分岐部にあたる部分が線路脇に不自然な形の空き地となって残されてはいるが、猫の額ほどの広さしかない上に周囲が流通センターと住宅とが入り組んだ状態になっており、よく見ないと分からない（長崎変電所のさらに西側）。
なお流通センターと南北の道を隔てた東側にも空き地があり、広さが上述の分岐部の空き地と比べてもかなり広く目立つ。このため間違われやすいが、ここの部分は廃線跡ではない。

## 隣の駅
西武鉄道
- 池袋線（1963年8月現在）

東長崎駅 - 西武市場駅 - 江古田駅